# Josete Miranda
José Antonio Miranda Boacho (Getafe, 22 de julho de 1998), conhecido por Josete Miranda ou apenas Josete, é um futebolista profissional guinéu-equatoriano que atua como atacante. Atualmente defende o Iraklis. Nascido na Espanha, representa a Guiné Equatorial em nível internacional.

## Carreira
Entre 2007 e 2017, passou pelas categorias de base de CD Tetuán, Unión Adarve, Real Madrid, Ciudad de Getafe CF e Getafe, onde se profissionalizou em 2015 ao subir para o time B, que disputava a extinta Segunda División B espanhola, sendo relacionado pela primeira vez com apenas 16 anos de idade na partida contra o contra o Las Palmas Atlético, que terminou com vitória do Getafe B por 4 a 3, fazendo sua estreia ao entrar nos minutos finais do jogo contra o Conquense. Em abril de 2021, fez sua estreia como atleta do time principal dos Azulones contra o Cádiz, também entrando no final da partida. 
Ainda vinculado ao Getafe (pelo qual faria outros 3 jogos na equipe principal), defendeu o Niki Volou, equipe da segunda divisão grega, por empréstimo de uma temporada, sendo comprado em definitivo em agosto de 2022, tendo atuado em 55 jogos e marcado 19 gols. Em agosto de 2024, assinou com o Iraklis, também da segunda divisão.

## Carreira internacional
Filho de uma guinéu-equatoriana, Josete (que possui dupla nacionalidade) fez sua estreia pela seleção nacional em março de 2015, contra o Egito, marcando seu primeiro gol na vitória por 4 a 0 sobre o Sudão do Sul, em setembro de 2016.
Representou a Nzalang em 2 edições da Copa das Nações Africanas, em 2021 e 2023.[carece de fontes?]